# Dólar de Malaya
El dólar (en malayo: ringgit, e inglés: dollar) fue la moneda de curso legal de las colonias británicas de Malaya y Brunéi desde 1939 hasta 1953, posteriormente se uniría la Colonia de Singapur a la divisa en 1946 para abandonarla en 1953. Sustituyó al dólar del Estrecho a la par, y equivalía a 2 chelines con 4 peniques. Estaba dividido en 100 centavos.

## Historia
El dólar de Malaya era emitido por el Consejo Monetario de Malaya, excepto un breve periodo de tiempo que coincidió con la invasión japonesa entre 1942 y 1945. Durante estos años, los japoneses emitieron billetes denominados en centavos y dólares. Esta moneda estaba fijada en 1 dólar por yen. Tras la II Guerra Mundial, el valor del dinero japonés se declaró nulo y las emisiones previas del dólar de Malaya recuperaron su valor relativo a la libra esterlina.

## Monedas
Entre 1939 y 1950 se acuñaron monedas en denominaciones de ½, 1, 5, 10 y 20 centavos.

## Billetes
En 1940 se imprimieron billetes en el Reino Unido de 1, 5 y 10 dólares para su utilización en Malaya. Sin embargo, debido a que los alemanes interceptaron un cargamento de billetes de 1 y 5 dólares, sólo llegaron a emitirse las denominaciones de 10 dólares. Debido a la guerra en Europa, se imprimieron emisiones de emergencia de 10 y 25 centavos, que fueron sustituidos en 1941 por billetes impresos en Thomas de la Rue en denominaciones de 1, 5, 10, 20 y 50 centavos.
Durante la ocupación japonesa, el gobierno nipón emitió billetes de 1, 5, 10 y 50 centavos, y 1, 5 y 10 dólares en 1942, seguidos de los billetes de 100 dólares en 1944 y 1.000 dólares en 1945. A este tipo de dinero se le conocía coloquialmente como "dinero banana", en referencia a los billetes de 10 dólares que tenían en sus diseños unos plátanos. Cuando los británicos retomaron el control del territorio, se emitieron billetes en 1945 y fechados en 1941 en denominaciones de 1, 5, 10, 50, 100, 1.000 y 10.000 dólares.
| Imagen del anverso | Imagen del reverso | Denominación | Color predominante | Descripción del anverso                                                 | Descripción del reverso                      |
| ------------------ | ------------------ | ------------ | ------------------ | ----------------------------------------------------------------------- | -------------------------------------------- |
|                    |                    | 1 Dólar      | Azul               | 1 - ONE DOLLAR - Jorge VI - BOARD OF COMMISSIONERS OF CURRENCY MALAYA   | 1 - Escudos de armas de los estados malayos  |
|                    |                    | 5 Dólares    | Verde              | 5 - FIVE DOLLARS - Jorge VI - BOARD OF COMMISSIONERS OF CURRENCY MALAYA | 5 - Escudos de armas de los estados malayos  |
|                    |                    | 10 Dólares   | Rojo               | 10 - TEN DOLLARS - Jorge VI - BOARD OF COMMISSIONERS OF CURRENCY MALAYA | 10 - Escudos de armas de los estados malayos |